# Palazzo del Capezzolo
Il palazzo del Capezzolo è un edificio storico situato nel borgo medievale di Montemassi, frazione di Roccastrada, nella provincia di Grosseto.

## Storia e descrizione
Il palazzo risale al XVI secolo ed è costituito da due corpi, quello principale e un annesso un tempo adibito a scuderia. All'interno è situato un caratteristico cortile. 
Il palazzo è proprietà privata.